# Kanton Eurville-Bienville
Der Kanton Eurville-Bienville ist seit 2015 ein französischer Wahlkreis im Arrondissement Saint-Dizier im Département Haute-Marne in der Region Grand Est, sein Hauptort ist Eurville-Bienville.

## Geschichte
Der Kanton wurde am 22. März 2015 im Rahmen der Neugliederung der Kantone neu geschaffen. Seine Gemeinden gehörten bis 2015 zu den Kantonen Chevillon (alle 8 Gemeinden), Wassy (6 der 20 Gemeinden),  Saint-Dizier-Sud-Est (Chamouilley und Roches-sur-Marne) und Joinville (Curel).

## Gemeinden
Der Kanton besteht aus 17 Gemeinden mit insgesamt 10.055 Einwohnern (Stand: 1. Januar 2022) auf einer Gesamtfläche von 568,35 km²:
| Gemeinde                  | Einwohner 1. Januar 2022 | Fläche km² | Dichte Einw./km² | Code INSEE | Postleitzahl |
| ------------------------- | ------------------------ | ---------- | ---------------- | ---------- | ------------ |
| Bayard-sur-Marne          | 1.269                    | 15,39      | 82               | 52265      | 52170        |
| Chamouilley               | 725                      | 7,81       | 93               | 52099      | 52410        |
| Chevillon                 | 1.277                    | 36,90      | 35               | 52123      | 52170        |
| Curel                     | 407                      | 7,63       | 53               | 52156      | 52300        |
| Domblain                  | 83                       | 5,33       | 16               | 52169      | 52130        |
| Eurville-Bienville        | 2.001                    | 20,73      | 97               | 52194      | 52410        |
| Fays                      | 62                       | 5,98       | 10               | 52198      | 52130        |
| Fontaines-sur-Marne       | 146                      | 6,47       | 23               | 52203      | 52170        |
| Magneux                   | 154                      | 5,80       | 27               | 52300      | 52130        |
| Maizières                 | 184                      | 11,70      | 16               | 52302      | 52170        |
| Narcy                     | 211                      | 11,12      | 19               | 52347      | 52170        |
| Osne-le-Val               | 256                      | 26,92      | 10               | 52370      | 52300        |
| Rachecourt-sur-Marne      | 740                      | 5,65       | 131              | 52414      | 52170        |
| Roches-sur-Marne          | 583                      | 7,87       | 74               | 52429      | 52410        |
| Sommancourt               | 55                       | 5,73       | 10               | 52475      | 52130        |
| Troisfontaines-la-Ville   | 432                      | 37,88      | 11               | 52497      | 52130        |
| Valleret                  | 63                       | 4,76       | 13               | 52502      | 52130        |
| Kanton Eurville-Bienville | 8.648                    | 223,67     | 39               | 5208       | –            |

## Politik
Bereits im 1. Wahlgang am 22. März 2015 gewann das Gespann Nicolas Convolte/Nadine Marchand (beide FN) gegen Christian Dubois/Virginie Gerevic (beide DVD)  mit einem Stimmenanteil von 50,35 % (Wahlbeteiligung:55,15 %).
| Vertreter im Departementrat des Départements | Vertreter im Departementrat des Départements | Vertreter im Departementrat des Départements |
| Amtszeit                                     | Name                                         | Partei                                       |
| -------------------------------------------- | -------------------------------------------- | -------------------------------------------- |
| 2015–                                        | Nicolas Convolte Nadine Marchand             | FN                                           |